# 임치빈
임치빈(任治彬, 1979년 10월 9일~)은 대한민국의 킥복싱 선수다. 팀치빈(TEAM CHIBIN) 소속이다.
신장 172 cm, 체중 75 kg이며, 주 베이스는 격투기와 무에타이다. 그는 3연속으로 월드 맥스 개막전에서 3번 K-1 월드 맥스 1회전에 도전을 했다. 2005년 K-1 데뷔전에서 마사토과 2006년 코히루이마키 타이신에게 KO패하여 16강전에서 탈락하게 되었고, 2008년에는 일본의 키도 야스히로에게 1R 40초만에 점핑 니킥으로 패하여 3패를 기록하였다. 2009년 월드 맥스 16강에서는 본래 코히루이마키 타이신과 재대결할 계획이었으나, 야마모토 유야로 대진이 변경되었고, 백스핀 블로우로 인한 다운으로 판정패하였다. 그 후 일본의 라이즈 57대회에서 타츠지를 꺾으며 재기에 성공했으며, 서울에서 열린 WGP 파이널 16에서는 코소보 공화국의 파이터 타힐 멘치치를 제압하였다.

## 통산 전적
- 60승 16패(37 KO)

| 경기일자        | 상대                  | 결과 | 내용            | 대회                                        |
| --------------- | --------------------- | ---- | --------------- | ------------------------------------------- |
| 2010년 8월 21일 | 발데트 가슈           | 승   | 1R 12초 TKO승   | 2010 WAKO PRO WORLD CHALLENGE IN SEOUL      |
| 2009년 9월 26일 | 타힐 멘치치           | 승   | 3R 판정         | K-1 WGP final 16                            |
| 2009년 7월 26일 | 다쓰지                | 승   | 3R 판정         | 라이즈 57                                   |
| 2009년 4월 21일 | 야마모토 유야         | 패   | 3R 판정         | K-1 월드 맥스 2009 세계결정 토너먼트 개막전 |
| 2009년 3월 20일 | 이수환                | 승   | 1R KO           | K-1 맥스 코리아 2009                        |
| 2009년 3월 20일 | 김세기                | 승   | 3R KO           | K-1 맥스 코리아 2009                        |
| 2009년 3월 20일 | 권민석                | 승   | 3R 판정         | K-1 맥스 코리아 2009                        |
| 2008년 4월 9일  | 키도 야스히로         | 패   | 1R 40초 KO      | K-1 월드 맥스 2008 final 16                 |
| 2008년 2월 24일 | 노재길                | 승   | 3R 2분 6초 KO   | K-1 아시아 Max 2008 in seoul                |
| 2008년 2월 24일 | 오두석                | 승   | 2R 33초 TKO     | K-1 아시아 Max 2008 in seoul                |
| 2008년 2월 24일 | 스즈키 사토루         | 승   | 3R 38초 KO      | K-1 아시아 Max 2008 in seoul                |
| 2007년 7월 21일 | 아투르 키시엔코       | 패   | 2R 1분 4초 KO   | K-1 fighting network khan 2007 세계대항전   |
| 2007년 2월 18일 | 이수환                | 패   | 1R 1분 50초 KO  | K-1 fighting network khan 2007 in seoul     |
| 2007년 2월 18일 | 김연종                | 승   | 3R 1분 40초 KO  | K-1 fighting network khan 2007 in seoul     |
| 2007년 2월 18일 | 사무가와 나오키       | 승   | 3R 판정         | K-1 fighting network khan 2007 in seoul     |
| 2006년 9월 16일 | 버질 칼라코다         | 패   | 3R 판정         | K-1 fighting network khan 2006 in seoul     |
| 2006년 4월 5일  | 코히루이마키 타카유키 | 패   | 3R 2분 46초 KO  | K-1 월드 맥스 2006 final 16                 |
| 2006년 2월 25일 | 이수환                | 승   | 3R 1분 30초 TKO | K-1 월드 network khan 2006 in busan         |
| 2006년 2월 25일 | 박성환                | 승   | 3R 판정         | K-1 월드 network khan 2006 un busan         |
| 2006년 2월 25일 | 최종윤                | 승   | 3R 판정         | K-1 월드 network khan 2006 in busan         |
| 2005년 11월 5일 | 알버트 크라우스       | 패   | 3R 판정         | K-1 Korea Max 2005 in Seoul                 |
| 2005년 5월 4일  | 마사토                | 패   | 3R 판정         | K-1 월드 맥스 2005 final 16                 |

## 타이틀
- IKMF 한국격투기협회 라이트급 챔피언
- 세계 프로태권도 미들급 챔피언
- 한국 무에타이 총련 웰터급 챔피언
- K-1 FIGHTING NETWORK KHAN in BUSAN 2006 우승
- K-1 ASIA MAX 2008 IN SEOUL 우승
- K-1 AWARD & MAX KOREA 2009 우승